# 大学体育協会 (NCAAディビジョンIII)
大学体育協会（だいがくたいいくきょうかい、University Athletic Association）とは、アメリカ合衆国のカンファレンスのひとつである。全米大学体育協会（略称：NCAA, National Collegiate Athletic Association）のディビジョンIIIに所属している。加盟校各校とも学問面で著名である。
なお、協会設立当初はジョンズ・ホプキンス大学を含め9校が所属していたが、同大学が脱退したため現在は8校が所属している。

## 加盟校
- エモリー大学　（the Eagles）
- カーネギーメロン大学　（the Tartans）
- ケース・ウェスタン・リザーブ大学　（the Spartans）
- シカゴ大学　（the Maroons）
- ニューヨーク大学　（the Violets）
- ブランダイス大学　（the Judges）
- ロチェスター大学　（the Yellowjackets）
- セントルイス・ワシントン大学　（the Bears）